# Hřebenatka islandská
Hřebenatka islandská (Chlamys islandica) je druh mlžů z čeledi hřebenatkovití (Pectinidae), žijící cirkumpolárně v chladných severských mořích, především v oblasti Arktidy. Na místech, kde se vyskytuje, teplota vody dosahuje asi 8–10 °C a hloubka vody činí 20 až 100 metrů. Jejich lastury dosahují obvykle velikosti do 10 centimetrů. Tyto hřebenatky jsou loveny ke kulinářským účelům.